# Anvari
Awhad al-Dīn Moḥammad ibn Moḥammad Anvarī (persa: اوحدالدّین محمّدبن محمّد انوری) (Abivard; 1126 - Balj; 1189) fue un poeta persa.

## Biografía
Awhad al-Dīn Mohammad ibn Mohhammad nació en el Dasht-e Kavaran, cerca de Abivard, en el actual Turkmenistán. Estudió ciencia y literatura en un madrasa en Tus, llegando a ser un famoso poeta y astrónomo. En sus poemas usó como seudónimo Anvarī, nombre que, según él mismo, le fue dado por otros. Estuvo en la corte del sultán Ahmed Sanjar probablemente desde 1135 hasta la muerte de éste. Hacia 1147 formó parte de una campaña en contra de Atsïz e intercambió invectivas poéticas con el principal poeta de la corte de Atsïz, Rashīd al-dīn Vaṭvāṭ, durante el asedio de la fortaleza de Hazarasp. Cuando Ahmed Sanjar fue hecho prisionero hacia 1153 por las tribus oguz, Anvarī buscó su liberación por medio de una qasida dirigida al khan de Samarcanda, poema que más tarde sería conocido como Lágrimas de Khorasán. Como poeta de la corte, Anvarī honró a varios oficiales y miembros de la corte del estado Selyúcida. En cierta ocasión, el poeta Fotūhī escribió una sátira sobre los ciudadanos de Balh conocida como Kar-nāma y le adjudicó la autoría a Anvarī, lo que causó una revuelta popular en contra de Anvarī, quien tuvo que desfilar por las calles de la ciudad con un velo de mujer sobre su cabeza. Tras la muerte de Ahmed Sanjar, Anvarī continuó disfrutando el patrocinio de dos de los sucesores de Sanjar; sin embargo, de acuerdo a una anécdota, tras su fallido pronóstico de desastres que habrían de ocurrir tras la conjunción de varios planetas hacia 1186, Anvarī perdió la simpatía del sultán, y tuvo que dejar su trabajo para vivir una vida en reclusión.